# Ariel Ibagaza
Ariel Miguel Santiago Ibagaza (Buenos Aires, 27 oktober 1976) is een Argentijns betaald voetballer die bij voorbeur als aanvallende middenvelder speelt. Hij tekende in juli 2010 een tweejarig contract bij Olympiakos Piraeus, dat hem overnam van Villarreal CF. In 2000 debuteerde hij in het Argentijns voetbalelftal.

## Clubvoetbal
Ibagaza maakt zijn debuut voor CA Lanús in Argentinië in 1994, de club waar hij ook zijn opleiding genoot. Hij werkte zich in vier jaar op tot een basiskracht, waarna hij in 1998 vertrok naar RCD Mallorca. Daarmee verloor Ibagaza in 1999 de laatste finale om de Europa Cup II van SS Lazio (2-1). Vier jaar later vertrok hij in de zomer naar Atlético Madrid, waarvoor hij uitkwam tot de zomer van 2006. Ibagaza wordt in 2006 dringend verzocht de club te verlaten ondanks dat hij enkele maanden eerder zijn contract verlengde. Hij keerde daarom terug naar RCD Mallorca.

## Carrière
- CA Lanús 1994-1998
- RCD Mallorca 1998-2003
- Atlético Madrid 2003-2006
- RCD Mallorca 2006-2008
- Villarreal CF 2008-2010
- Olympiakos Piraeus 2010-

1 Paschalakis ·
3 Ortega ·
4 Biancone ·
5 Pirola ·
8 Stamenić ·
9 El Kaabi ·
10 Martins ·
11 Velde ·
14 García ·
16 Carmo ·
17 Jaremtsjoek ·
18 Willian ·
19 Masouras  ·
20 Costinha ·
22 Chiquinho ·
23 Rodinei ·
27 Oliveira ·
30 Androutsos ·
31 Botis ·
32 Hezze ·
45 Retsos ·
65 Apostolopoulos ·
67 Koutsidis ·
74 Ntoi ·
84 Kostoulas ·
88 Tzolakis ·
96 Mouzakitis ·
97 Yazıcı ·
99 Anagnostopoulos ·
Coach: Mendilibar
· Assistent-coach: Rico